# Odocoileus ustus
El venado de páramo ecuatoriano (Odocoileus ustus) es un cérvido que habita en el noroeste de Sudamérica. 

## Distribución
Esta especie se distribuye en la región andina del noroeste de América del Sur, en Ecuador (por ejemplo en los páramos de Oyacachi-Papallacta y de la reserva ecológica Antisana) y en Colombia, contando con registros del departamento de Nariño. Se caracteriza por vivir en altitudes que rondan los 4000 m s. n. m..
Tal vez también habite en el extremo norte del Perú, al norte de la depresión de Huancabamba.

## Taxonomía
Este taxón fue descrito originalmente en el año 1910 por el zoólogo francés Édouard Louis Trouessart.
Algunos autores la trataron como un sinónimo más moderno de Odocoileus virginianus nemoralis.
Durante décadas fue considerado sólo una subespecie del venado de cola blanca común (Odocoileus virginianus ), es decir: Odocoileus virginianus ustus, hasta que en el año 1999 fue elevado a especie plena.
Localidad tipo
La localidad tipo es: “El Pelado, Ecuador, al norte de Quito (4100 msnm), sobre el límite con Colombia”.

## Características y costumbres
O. ustus posee el pelaje con una coloración general de tonalidad gris-clara.
Es un animal de hábitos huidizos, terrestres y crepusculares. Recorre, solo en pareja o pequeños grupos, en búsqueda de vegetación tierna, intentando pasar desapercibido de sus predadores. Es un rumiante con una dieta herbívora y frugívora; consume brotes, hojas, frutos y semillas. 
Frente a una amenaza, emprende la huida; en la carrera mantiene la cola levantada (la cual es blanca por debajo) para que el destello blanco actúe como una señal visual de peligro para otros miembros de su grupo, si bien en este taxón es más corta, y elevada expone menos blanco, comparándola con la de los venados de cola blanca norteamericanos.
Se comunica sexualmente y marca su territorio mediante la orina y con el frotado de objetos con alguna de sus varias glándulas odoríferas: preorbitales (junto a sus ojos), tarsales e interdigitales (en sus patas) y las situadas en las bases de su cornamenta. La glándula metatarsal —presente en los venados de cola blanca norteamericanos— en este taxón posee un escaso o nulo desarrollo. 
Ambos sexos poseen el mismo pelaje todo el año, es decir, no presentan cambio estacional. El macho es el único que presenta cornamenta, la cual es ramificada, siendo renovada todos los años. Al entrar las hembras al estro, los machos se enfrentan en combates entre sí para tener el derecho a montarlas. El ganador podrá copular con cuantas hembras le sea posible. Luego de una gestación que dura unos 7 meses, la hembra pare una sola cría, la que muestra una librea compuesta por un salpicado blanco en el pelaje dorsal, el que va desapareciendo con el correr de los meses.